# Hamed Sohrabnejad
Hamed Sohrabnejad (en persan : حامد سهراب‌نژاد), né le 7 mai 1983 à Sanandaj, en Iran, est un joueur iranien de basket-ball, évoluant au poste d'ailier fort. 

## Palmarès
- Champion d'Asie 2009, 2013